# Oratorio di Santa Maria in Valle (Schio)
La chiesa di Santa Maria in Valle, conosciuta anche con il nome di chiesa di Santa Maria del Transito, è un piccolo edificio sacro di Schio, ubicato nei pressi del centro storico; esso si trova nella zona posta tra la collinetta del castello di Schio e quella dei "grumi dei frati", da cui la denominazione di "Santa Maria in Valle". 

## Storia
I primi documenti menzionanti l'esistenza della costruzione risalgono al 1477 e 1482; a quel tempo però l'edificio era un semplice capitello. Fu, secondo tradizione, a causa del testamento del 1511 di Leonzio de Taioli, un pittore locale, che dipinse una Madonna dello Spasimo e ne determinò la trasformazione in chiesetta; ciò avvenne certamente prima del 1580, quando l'oratorio venne decorato a fresco da un allievo del Montagna.
Però studi successivi avrebbero dimostrato che la trasformazione in chiesetta del capitello avvenne precedentemente, essendo stata individuata la data 1485 incisa sulle colonne della facciata, data convergente con la conversione della edicola in vero e proprio oratorio.
Il piccolo edificio venne restaurato dal cronista e pittore scledense Giacomo Pozzolo nel XVIII secolo; nel 1814 i deteriorati affreschi originali, raffiguranti il Transito della Madonna, vennero sostituiti da quello eseguito da Antonio Dal Bianco sullo stesso tema. L'oratorio subì nuovi lavori di restauro nei primi anni del Novecento. Nel 1968/69 la chiesetta fu sottoposta ad un generale restauro conservativo, mirato soprattutto al recupero degli antichi affreschi ancora esistenti.

## Descrizione

### Esterni

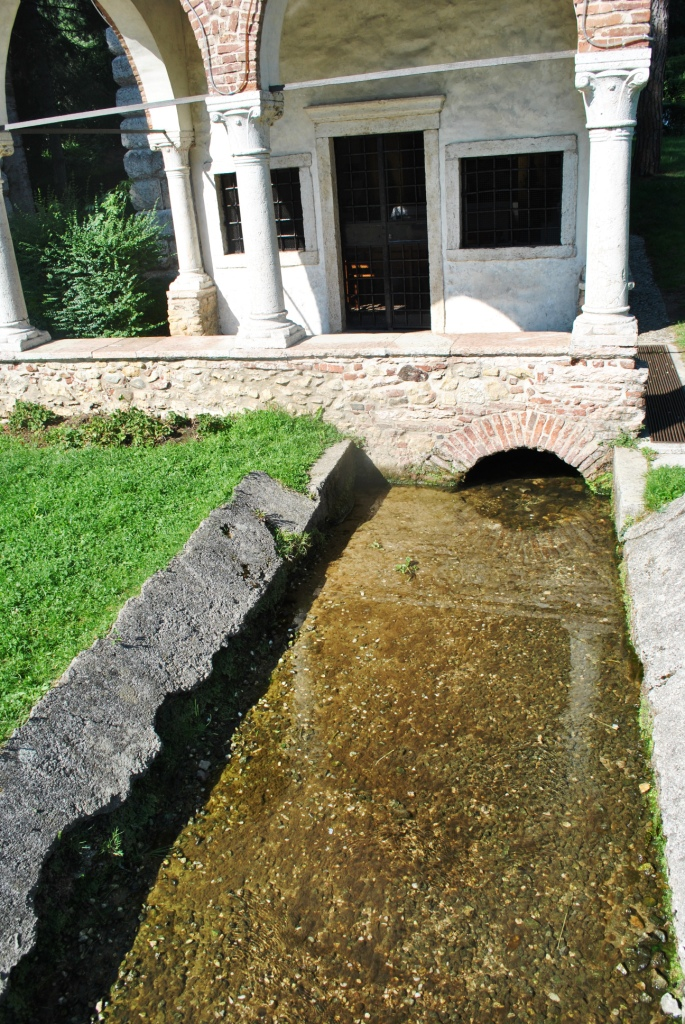
La Gaminella che affiora di fronte alla chiesa

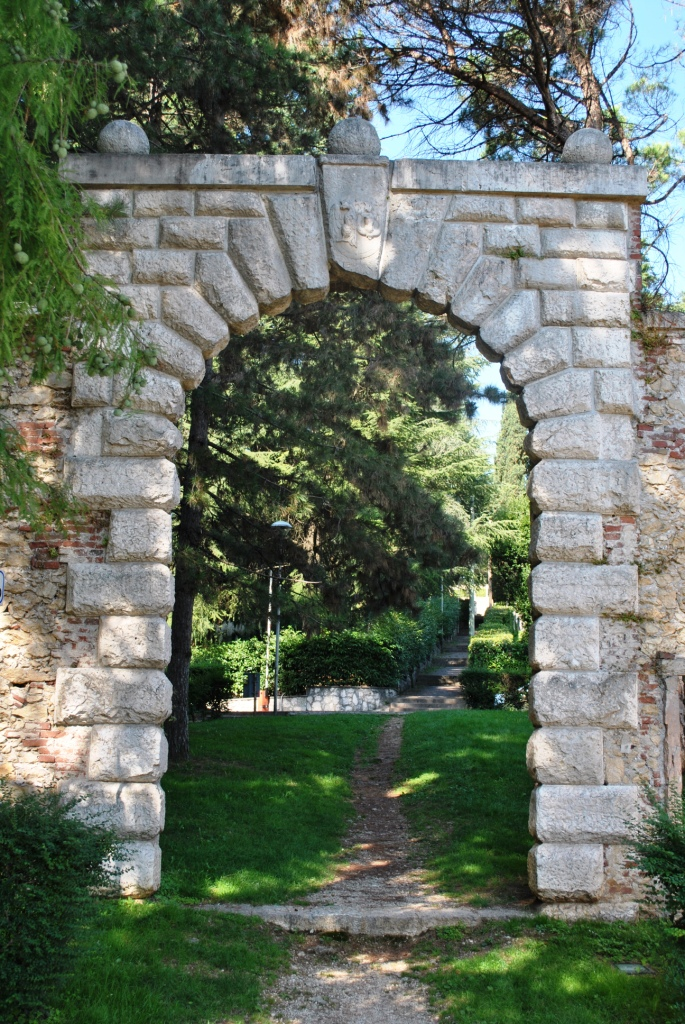
Particolare dell'arco che fiancheggia Santa Maria in Valle

Il minuscolo edificio si presenta con un corpo quadrangolare preceduto da un portico. Il portico è definito sul lato frontale da due archi ogivali, mentre sui fianchi da archi a tutto sesto, sostenuti da colonnine in pietra. Il corpo principale dell'edificio presenta un portale centrale affiancato da due finestrelle quadrangolari. Gli esterni sono in parte a cotto e pietrame a vista, in parte intonacati.
Dal suolo sottostante l'oratorio fuoriesce una piccola sorgente che va a formare il torrentello Gaminella, che rimane a vista per pochi metri proprio di fronte alla chiesetta, prima di proseguire al di sotto del livello stradale.
Sulla sinistra della chiesa si sviluppa un grande arco in pietra del Settecento, uno degli antichi accessi all'area coltivabile di proprietà dei conti Da Schio. Esso si presenta come una arcata a tutto sesto in bugnato; sulla chiave di volta si può notare lo stemma nobiliare della famiglia. Elementi decorativi sferici e due piccoli obelischi in pietra completano la composizione.

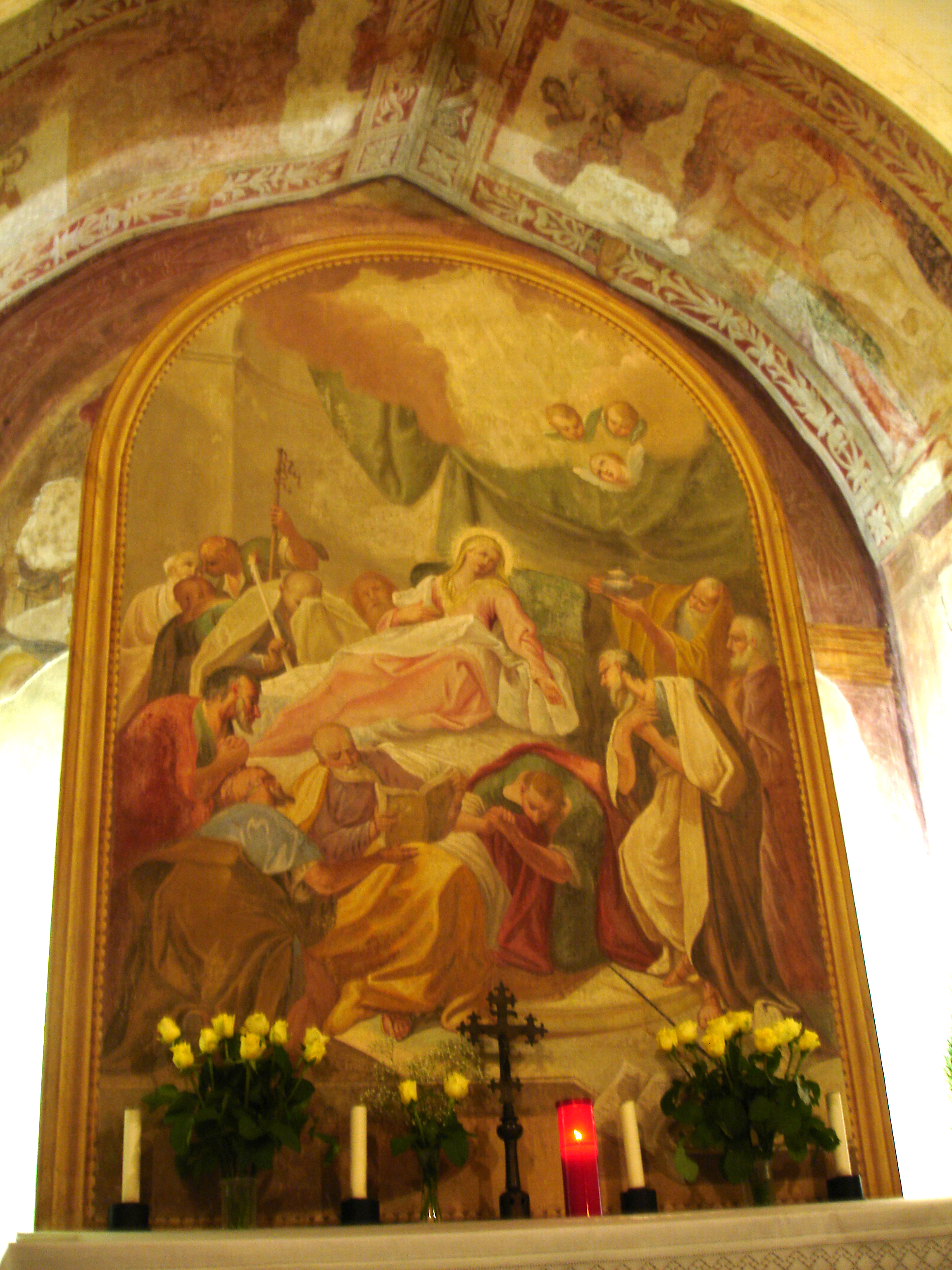
La Madonna del Transito e resti delle antiche decorazioni interne

### Interni
L'interno della chiesa consiste in un unico ambiente piccolissimo e raccolto, caratterizzato dalla presenza di un arco Tudor sopra l'altare, dove si possono notare i resti delle decorazioni a fresco cinquecentesche, l'affresco del 1814 raffigurante Il Transito della Madonna opera di Dal Bianco, staccato dalla parete e trasferito su tavola durante i più recenti restauri, un affresco settecentesco raffigurante la Natività rinvenuto durante i lavori di restauro sulla parete di sinistra e numerosi ex voto.